# 桃井治郎
桃井 治郎（ももい じろう、1971年 - ）は、日本の国際関係学者、清泉女子大学准教授。

## 略歴
神奈川県生まれ。1995年筑波大学第三学群社会工学類卒、2005年中部大学大学院国際関係学研究科中退、2008年『「バルバリア海賊」の終焉 19世紀国際秩序の構造変動』で博士（国際関係学）。2005年中部大学中部高等学術研究所研究員、2008年在アルジェリア日本国大使館専門調査員、2011年中部大学准教授を経て、2019年清泉女子大学准教授となる。

## 著書
- 『アルジェリア人質事件の深層 暴力の連鎖に抗する「否テロ」の思想のために』新評論 2015
- 『「バルバリア海賊」の終焉 ウィーン体制の光と影』中部大学ブックシリーズアクタ 2015
- 『海賊の世界史 古代ギリシアから大航海時代、現代ソマリアまで』中公新書 2017

### 共編
- 『近代と未来のはざまで 未来観の変遷と21世紀の課題』玉田敦子共編 風媒社 2013

## 論文
- <桃井治郎